# بتمن ماورایی: بازگشت جوکر
فرا بتمن: بازگشت جوکر (به انگلیسی: Batman Beyond: Return of the Joker) انیمیشنی در ژانر علمی–تخیلی و اکشن است که در سال ۲۰۰۰ منتشر شد.

## خلاصه داستان
بروس وین حدود 70 سال دارد و از بتمن بودن دست می کشد . حالا دستیار او تری مک گینیس که تبدیل به یک بتمن جدید شده است در یک مبارزه شدید گمان می کند که جوکر مرده است .....

## بازیگران
- ویل فریدل
- کوین کانروی
- مارک همیل
- انجی هارمون
- دین استاکول
- تری گار
- آرلین سورکین
- تارا استرانگ
- ملیسا جون هارت
- فرانک ولکر
- هنری رالینز
- لورن تام
- مایکل روزنبام
- ریچل لی کوک
- ورنی واتسون-جانسون